# Podběl lékařský
Podběl lékařský (Tussilago farfara), někdy také podběl obecný, je rostlina z čeledi hvězdnicovité a jediný druh rodu podběl. Je to vytrvalá léčivá rostlina s dlouhým plazivým oddenkem. Listy začínají růst až po odkvětu. Vyskytuje se v celé Evropě a v Asii. V Česku roste převážně na vlhkých místech, na polích, u vody, na loukách, na březích potoků a v příkopech.
Latinské rodové jméno Tussilago odkazuje na jeho léčivé schopnosti (tussis – kašel, ago – odháním), zatímco druhové jméno farfara (far – mouka, ferre – nésti) na husté oplstění rubu listů, které díky tomu mají moučnatě bělavé zabarvení.

## Popis
Podběl je vytrvalá bylina s podzemním plazivým šupinatým oddenkem. Podzemní výběžky oddenku dosahují nezřídka délky přes 1 metr. Květonosná lodyha je 5 až 15 cm dlouhá, za plodu se protahuje až na 30 cm. Lodyha je přímá, tenká, porostlá šupinovitými listy a je zakončena jediným úborem. Listy jsou jednoduché, řapíkaté, uspořádané v přízemní růžici a vyvíjejí se zpravidla až po odkvětu. Čepel je okrouhlá, široce vejčitá až srdčitá, mělce dlanitě laločnatá a na okraji oddáleně zubatá. Listy jsou v mládí oboustranně bíle plstnaté, na líci později olysávající. Úbory jsou zlatožluté, v průměru 2–3 cm široké, složené ze středových trubkovitých květů a hojných okrajových jazykovitých květů s plochou ligulou. Plodem je válcovitá 3–5 mm dlouhá nažka s chmýrem. Podběl kvete od března do dubna, v horských oblastech až do srpna.

## Rozšíření
Podběl lékařský je rozšířen v celé Evropě, v horách severní Afriky, v Asii jeho areál sahá přes Sibiř po Dálný východ a přes Kavkaz a Írán po Indii. Jako zavlečený druh se vyskytuje i v Severní Americe.

## Taxonomie
Podběl lékařský je jediným druhem rodu podběl.

## Lidové názvy
Lopušnice, koňské kopyto, májík, ubytmík, mateří líčko, líčko Panny Marie, babuška a babuše.

## Obsahové látky
Květy obsahují flavonoidy, žlutá barviva xanthofyly, dále sliz, glykosidové hořčiny, třísloviny a malé množství silice. V listech je obsažen především sliz, hořčiny, třísloviny, organické kyseliny, cholin, cukry a polysacharid inulin. Z minerálních látek je významný především zinek a draslík. V listu i květu byl zjištěn obsah nežádoucích látek ze skupiny pyrolizidinových alkaloidů. Tyto látky mají velmi vysokou mutagenní aktivitu a jsou genotoxické.

## Sběr a zpracování
Úbory („květ“) se sbírají časně zjara za suchého počasí a rychle se ve stínu suší. Umělá teplota nemá překročit 40 °C. Není vhodné sušit úbory příliš rozkvetlé, protože se brzy rozpadají. Je bez pachu, chuti poněkud hořké. Listy se sbírají v březnu a dubnu. Jeden den se předsuší na slunci, pak se rychle dosuší ve stínu. Řapíky špatně schnou. Za vlhkého počasí listy hnědnou nebo černají. Pach i chuť jsou stejné jako u květu.

## Využití
Podběl lékařský má dezinfekční a protizánětlivé účinky. Používá se při zánětech horních cest dýchacích k lepšímu odkašlávání a k potlačení zánětů. Užívá se v nálevu, samotný nebo v čajových směsích. Čerstvé lístky z odvaru se přikládají na spáleniny, oteklé a bolavé klouby a na špatně hojící se vředy. Má mírný močopudný a antiastmatický účinek. Lidové léčitelství doporučuje obklady z jeho výluhu na záněty žil a obtížně se hojící rány.
Podběl se nedoporučuje vzhledem k obsahu pyrolizidinových alkaloidů k dlouhodobému užívání, ačkoliv je jejich obsah velmi malý a rapidně se snižuje sušením. Samostatně podávaný také není vhodný pro děti a těhotné a kojící ženy.